# Inhapi
Inhapi este un oraș în statul Alagoas (AL) din Brazilia.